# Жери-Піляки
Жери-Піляки (пол. Żery-Pilaki) — село в Польщі, у гміні Городиськ Сім'ятицького повіту Підляського воєводства.
Населення — 54 особи (2011).
У 1975-1998 роках село належало до Білостоцького воєводства.

## Демографія
Демографічна структура станом на 31 березня 2011 року:
|          | Загалом | Допрацездатний вік | Працездатний вік | Постпрацездатний вік |
| -------- | ------- | ------------------ | ---------------- | -------------------- |
| Чоловіки | 35      | 7                  | 21               | 7                    |
| Жінки    | 19      | 5                  | 8                | 6                    |
| Разом    | 54      | 12                 | 29               | 13                   |